# Anthony Prospect
Guillermo Antonio Prospect (* 10. Februar 1928 auf Trinidad; † 2000) war ein Dirigent und Förderer der Steel Pan.

## Person
Prospect wuchs in Port of Spain auf und ging in Maraval und Belmont in die Schule, wo er ein Regierungsstipendium gewann, um in England an der Royal Military School of Music in Knellar Hall zu studieren.
Er trat 1944 in den Dienst der Trinidad and Tobago Police Band und bekleidete ab 1967 den Rang eines Superintendanten. Ebenfalls dirigierte er mehrere Steelbands und gewann 1982 mit dem Trinidad Casablanca Steel Orchestra das Steelband Music Festival.